# (4801) Ohře
(4801) Ohře est un astéroïde de la ceinture principale.

## Description
(4801) Ohře est un astéroïde de la ceinture principale. Il fut découvert le 22 octobre 1989 à l'Observatoire Kleť par Antonín Mrkos. Il présente une orbite caractérisée par un demi-grand axe de 2,64 UA, une excentricité de 0,16 et une inclinaison de 2,3° par rapport à l'écliptique.

## Compléments